# Flamboyant
«Flamboyant» — пісня британського гурту Pet Shop Boys. У 2004 році вона була випущена другим синглом з альбому «PopArt» і досягла дванадцятого місця в британському музичному чарті.

## Список композицій

### CD
1. «Flamboyant» (Radio Edit) (3:40)
2. «I Didn’t Get Where I Am Today» (3:36)

### Enhanced CD
1. «Flamboyant» (Tomcraft Extended Mix)
2. «Flamboyant» (Scissor Sisters Silhouettes And Shadows Mix)
3. «Flamboyant» (DJ Hell Remix)
4. «Flamboyant» (Demo Version)
5. «Flamboyant» (Enhanced Video)

## Найвищі позиції в чартах
| Країна          | Міце |
| --------------- | ---- |
| Угорщина        | 5    |
| Іспанія         | 9    |
| Велика Британія | 12   |
| Данія           | 13   |
| Греція          | 26   |
| Німеччина       | 43   |
| Швеція          | 46   |
| Франція         | 81   |